# Stawros Christoforidis
Stawros Christoforidis (gr. Σταύρος Χριστοφορίδης; ur. 20 kwietnia 1974 w Noes) – grecki biathlonista.
W swojej karierze nigdy nie zdobył punktów pucharu świata.
Swój ostatni biathlonowy występ zanotował 14 lutego 2009 podczas pucharu IBU w Bansko.

## Osiągnięcia

### Igrzyska olimpijskie
| Rok  | Miejscowość    | Konkurencje | Konkurencje | Konkurencje | Konkurencje | Konkurencje | Konkurencje | Konkurencje |
| Rok  | Miejscowość    | IN          | SP          | PU          | MS          | RL          | MR          | SR          |
| ---- | -------------- | ----------- | ----------- | ----------- | ----------- | ----------- | ----------- | ----------- |
| 2002 | Salt Lake City | 85.         | 85.         | –           | nd.         | –           | nd.         | –           |
| 2006 | Turyn          | 87.         | 83.         | –           | –           | –           | nd.         | –           |

### Mistrzostwa świata
| Rok  | Miejscowość     | Konkurencje | Konkurencje | Konkurencje | Konkurencje | Konkurencje | Konkurencje | Konkurencje | Konkurencje |
| Rok  | Miejscowość     | IN          | SP          | PU          | MS          | RL          | MR          | SR          | DR          |
| ---- | --------------- | ----------- | ----------- | ----------- | ----------- | ----------- | ----------- | ----------- | ----------- |
| 1995 | Rasen-Antholz   | 83.         | 84.         | nd.         | nd.         | 23.         | nd.         | –           | {{{11}}}.   |
| 1996 | Ruhpolding      | 88.         | 88.         | nd.         | nd.         | –           | nd.         | –           | {{{11}}}.   |
| 2000 | Oslo            | 88.         | 84.         | –           | –           | –           | nd.         | nd.         | {{{11}}}.   |
| 2001 | Pokljuka        | 81.         | 93.         | –           | –           | –           | nd.         | nd.         | {{{11}}}.   |
| 2003 | Chanty-Mansyjsk | 73.         | 84.         | –           | –           | –           | nd.         | nd.         | {{{11}}}.   |
| 2004 | Oberhof         | 93.         | 103.        | –           | –           | –           | nd.         | nd.         | {{{11}}}.   |
| 2005 | Hochfilzen      | 100.        | 103.        | –           | –           | –           | nd.         | nd.         | {{{11}}}.   |
| 2007 | Rasen-Antholz   | 103.        | 89.         | –           | –           | –           | –           | nd.         | {{{11}}}.   |
| 2008 | Östersund       | 96.         | 107.        | –           | –           | –           | –           | nd.         | {{{11}}}.   |